# Francisco Antich e Izaguirre
Francisco Antich é Izaguirre (f. 1930) fue un escritor y farmacéutico español.

## Biografía
Natural de la isla de Cuba, se licenció en Ciencias y en Farmacia. Fue director de El Ancora (Mallorca, 1899), además de colaborador de Barcelona Cómica (1895-1896), El Gato Negro (1898) y Revista Balear de Ciencias Médicas (1898). Descrito por Cejador y Frauca como «poeta cómico y nervioso», publicó El Libro de mis cantares (Barcelona, 1893), Nerviosas (poesías, 1896-1902), Utopía (1896), Abel Alborada (poemas, 1896), La república literaria (1896), Luz Fernández (novela, 1897), De colada, la gramática en lejía (1897), Cartas finiseculares (1897), Delicadezas y recelos (1897), Fausto Psiquis (novela, 1898), El juicio final (poema, 1898), Las que rezan (novela, 1899), Resurreción (poema, 1900), La colaboración en los periódicos mezcolanceros (1900), Amor es (comedia, 1903), De lo que no hay (drama, 1903), Tres dramas (drama, 1903) y El estreno de un drama (drama). Falleció el 10 de abril de 1930.